# Уильямсберг (Флорида)
Уильямсберг (англ. Williamsburg) — статистически обособленная местность, расположенная в округе Ориндж (штат Флорида, США) с населением в 6736 человек по статистическим данным переписи 2000 года.

## География
По данным Бюро переписи населения США статистически обособленная местность Уильямсберг имеет общую площадь в 9,84 квадратных километров, из которых 9,58 кв. километров занимает земля и 0,26 кв. километров — вода. Площадь водных ресурсов округа составляет 2,64 % от всей его площади.
Статистически обособленная местность Уильямсберг расположена на высоте 27 м над уровнем моря.

## Демография
По данным переписи населения 2000 года в Уильямсбергe проживало 6736 человек, 2035 семей, насчитывалось 3262 домашних хозяйств и 3492 жилых дома. Средняя плотность населения составляла около 684,55 человек на один квадратный километр. Расовый состав населённого пункта распределился следующим образом: 89,59 % белых, 1,97 % — чёрных или афроамериканцев, 0,10 % — коренных американцев, 3,95 % — азиатов, 0,15 % — выходцев с тихоокеанских островов, 2,08 % — представителей смешанных рас, 2,15 % — других народнстей. Испаноговорящие составили 9,47 % от всех жителей статистически обособленной местности.
Из 3262 домашних хозяйств в 13,1 % воспитывали детей в возрасте до 18 лет, 52,2 % представляли собой совместно проживающие супружеские пары, в 7,5 % семей женщины проживали без мужей, 37,6 % не имели семей. 28,6 % от общего числа семей на момент переписи жили самостоятельно, при этом 15,5 % составили одинокие пожилые люди в возрасте 65 лет и старше. Средний размер домашнего хозяйства составил 2,06 человек, а средний размер семьи — 2,49 человек.
Население статистически обособленной местности по возрастному диапазону по данным переписи 2000 года распределилось следующим образом: 10,7 % — жители младше 18 лет, 4,4 % — между 18 и 24 годами, 27,7 % — от 25 до 44 лет, 24,0 % — от 45 до 64 лет и 33,3 % — в возрасте 65 лет и старше. Средний возраст жителей составил 51 год. На каждые 100 женщин в Уильямсбергe приходилось 89,7 мужчин, при этом на каждые сто женщин 18 лет и старше приходилось 88,3 мужчин также старше 18 лет.
Средний доход на одно домашнее хозяйство статистически обособленной местности составил 46 460 долларов США, а средний доход на одну семью — 51 791 доллар. При этом мужчины имели средний доход в 37 029 долларов США в год против 27 337 долларов среднегодового дохода у женщин. Доход на душу населения статистически обособленной местности составил 46 460 долларов в год. 2,0 % от всего числа семей в населённом пункте и 4,0 % от всей численности населения находилось на момент переписи населения за чертой бедности, при этом 2,9 % из них были моложе 18 лет и 3,9 % — в возрасте 65 лет и старше.